# Паисиево-Галичский Успенский монастырь
Паисиево-Галичский Успенский монастырь — монастырь Галичской епархии Русской православной церкви, расположенный в городе Галиче Костромской области. Исторически монастырь был мужским, но в 1994 году возобновлён как женский.
Традиционно считается главным духовным центром Галичского края. Праздники: день Святой Троицы; 23 мая (5 июня) — преподобного Паисия Галичского; 15 (28) августа — Успение Пресвятой Богородицы и Овиновской иконы Божией Матери.

## История
Монастырь основан галичским боярином Иоанном Овином во второй половине XIV века как небольшая ктиторская обитель на территории своей вотчины и первоначально именовался Никольским во имя святителя Николая Мирликийского.
В память о явлении иконы Божией матери, названной Овиновской, Иоанн Овин воздвиг в монастыре храм в честь Успения Божией Матери, а сама обитель стала называться Успенской. Традиционной датой явления Овинской иконы считается 1425 год (хотя есть основания полагать, что это произошло ещё в XIV веке). Оригинал иконы не сохранился.
Особую известность монастырю в Овиновой слободе принесли многолетние труды подвизавшегося здесь преподобного Паисия Галичского. Поступив в монастырь, подвижник стал затем его игуменом, а затем был возведён в архимандриты. В 1460 году, пережив эпоху кровавых междоусобиц московских и галичских князей, святой Паисий преставился ко Господу и был погребён в Успенском храме обители. Уже в конце XV века монастырь, где подвизался преподобный, стал именоваться Успенским Паисиевым.
В начале XVII века загородный монастырь обладал обширными вотчинами, но во время Смуты сгорел. Ему принадлежали осадный двор и подворье в Галиче. Существующие храмы возведены тщанием боярина А. М. Львова. В 1642—1646 годах на месте деревянной Успенской церкви был возведён «холодный» (летний) Успенский собор с шатровой колокольней. Его суровый облик навёл некоторых краеведов на ошибочные мысли о его строительстве в правление Ивана Грозного. К XVII веку относится и «тёплый» (зимний) двухэтажный Троицкий храм с редким расположением трёх глав с севера на юг (ныне обезглавлен).
В 1681 году царь Фёдор Алексеевич выбрал Паисиев монастырь в качестве резиденции галичского епископа, однако епархия так и не была создана. За вычетом периода с 1764 по 1798 годы, настоятель монастыря имел высокий статус архимандрита. Каменная ограда вокруг обители была сооружена в конце XVIII века. 
А. Ф. Писемский (уроженец этих мест) в одном из своих романов передал «божественный» вид из монастыря следующими словами: «монастырь стоял на обрыве крутой горы, подошва которой уходила в озеро, раскидывающееся от монастыря вёрст на 15 кругом; в настоящий день оно было гладко, как стекло, и только местами на нём чернели рыбачьи лодочки». 

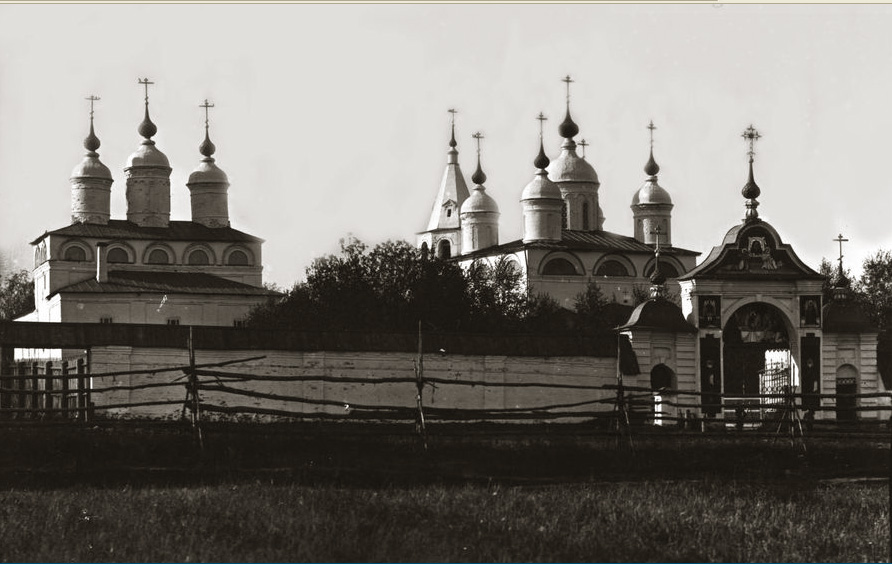
Храмы монастыря в начале XX века

В 1919 году Паисиев монастырь претерпел закрытие, хотя его храмы до начала 1930-х годов продолжали действовать как приходские. Затем в Успенском соборе разместили инкубаторную станцию, а в Троицком храме — дровяной склад. К началу 1990-х годов монастырские храмы были заброшены, постепенно обращаясь в руины. В 1963 году произошло обрушение свода Троицкой церкви. 
Успенский монастырь был возрождён 26 февраля 1994 года как женская обитель. Впрочем, за тридцать последующих лет так и не нашлось средств, чтобы восстановить главы Троицкого храма. Собор же был отреставрирован (с возвращением предполагаемых форм XVII века) к 2002 году.